# Starhemberg
Gli Starhemberg sono un nobile casato di origine austriaca (Steyr, Steinbach),  ricordati in documenti del XII secolo.
Divennero conti del Sacro Romano Impero nel 1634 ed acquistarono diritto di voto personale nel 1679 e l'ammissione al collegio dei conti franconi nel 1719.
Divisi in varie linee familiari, nel 1765 il capo della casa comitale di Starhemberg, Schaumburg und Wachsenberg (1705), Giorgio (1724-07), fu elevato alla dignità di principe del Sacro Romano Impero con voto personale alla Dieta imperiale (Reichstag). 
Titolari di feudi mediati come la contea di Schaumburg e Wachsenberg nell'Alta Austria e varie altre signorie nella Bassa e Alta Austria, persero il seggio e il voto con la caduta dell'impero nel 1806. 
Nel 1825 gli viene riconosciuto dalla Dieta Germanica il titolo di Durchlaucht.
Nel castello di Starhemberg ad Eferding (Austria superiore) si trova il Museo della famiglia Starhemberg.

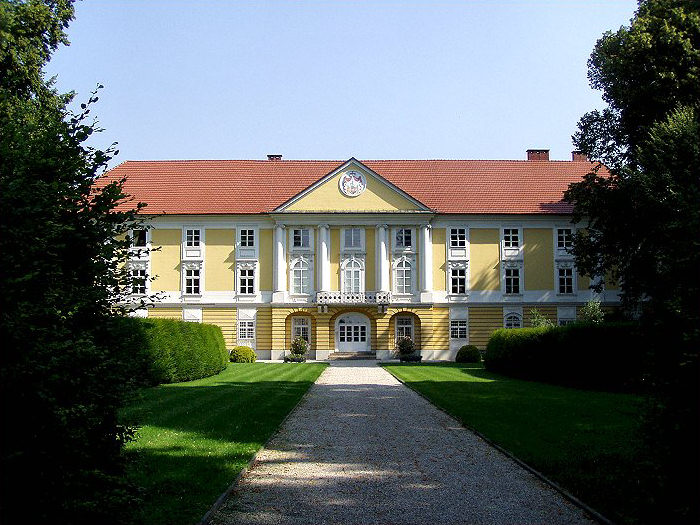
Castello di Starhemberg ad Eferding

## Personaggi eminenti
- Eberhard IV von Starhemberg (c.a. 1370 – 1429), arcivescovo di Salisburgo
- Ernst Rüdiger, conte di Starhemberg (1638 – 1701), politico austriaco, Feldmaresciallo, difensore di Vienna contro i turchi nel 1683 (assedio di Vienna)
- Maximilian Lorenz von Starhemberg (c.a. 1640 – 1689), feldmaresciallo generale dell'Impero e comandante della fortezza di Philippsburg, fratello di Ernst Rüdiger
- Gundaker Thomas Starhemberg (1663 – 1745), fratellastro di Ernst Rüdiger, esperto finanziario
- Bohunka von Starhemberg († 1530), moglie del nobile boemo Jost III. von Rosenberg
- Guido von Starhemberg (1657 – 1737), comandante in capo durante la guerra di successione spagnola
- Maria Eva Sofia von Starhemberg (1722 – 1773)
- Fanny Starhemberg (1875 – 1943), politica austriaca (CS)
- principe Ernst Rüdiger Starhemberg (1899 – 1956), comandante delle milizie della Heimwehr, politico e vicecancelliere di Engelbert Dollfuß
- Heinrich Starhemberg, (1934 – 1997), figlio del principe Ernst Rüdiger e di Nora Gregor; attore e scrittore con il nome d'arte Henry Gregor

## Principi di Starhemberg
- Johann Georg Adam I Karl (1724 – 1808), dal 1765 principe di Starhemberg sposò la contessa Maria Teresa Esther von Starhemberg, figlia di Ottokar Franz Jacob; sposò poi in seconde nozze la principessa Maria Franziska zu Salm-Salm, figlia di Nikolaus Leopold, principe di Salm-Salm, duca di Hoogstraeten
- Ludwig Joseph Maximilian (1762 – 1833), figlio di Georg Adam I, 2º principe di Starhemberg, sposò la principessa Maria Luisa d'Arenberg, figlia di Charles de Ligne, duca d'Arenberg, duca d'Aerschot
- Georg Adam II (1785 – 1860), figlio di Ludwig e 3º principe di Starhemberg sposò la principessa Aloisia von Auersperg, figlia di Carlo di Auersperg
- Camillo (1804 – 1872), 4º principe di Starhemberg, sposò Guidobaldine Steinmetz in prime nozze e successivamente in seconde nozze la contessa Maria Leopoldina di Thürheim
- Camillo (1835 – 1900), figlio (ed omonimo) del precedente, 5º principe di Starhemberg , sposò la contessa Sophia von Sickingen zu Hohenburg
- Ernst Rüdiger (1861 – 1927), figlio di Camillo, 6º principe di Starhemberg, sposò Fanny (dim. di Francesca) Starhemberg, nata contessa Larisch von Moennich
- Ernst Rüdiger (1899 – 1956), figlio ed omonimo del precedente, 7º principe di Starhemberg, sposò in prime nozze la contessa Maria Elisabetta zu Salm-Reifferscheidt-Raitz, figlia di Karl Borromäus; sposò poi in seconde nozze Nora Gregor
- Heinrich Ruediger Gregor (1934-1997), legittimato per subsequens matrimonium nel 1937 come Heinrich Rüdiger Karl Georg Franciscus Graf von Starhemberg, dalla morte di suo padre nel 1956, diventò 8º principe di Starhemberg. Morì scapolo e senza prole, dunque il suo titolo venne ereditato dal cugino.
- Georg Adam (b. 1961), attuale 9º principe e capo della casata; cavaliere del Toson d'Oro dal 2001.